# 비르 사바르카르 국제공항

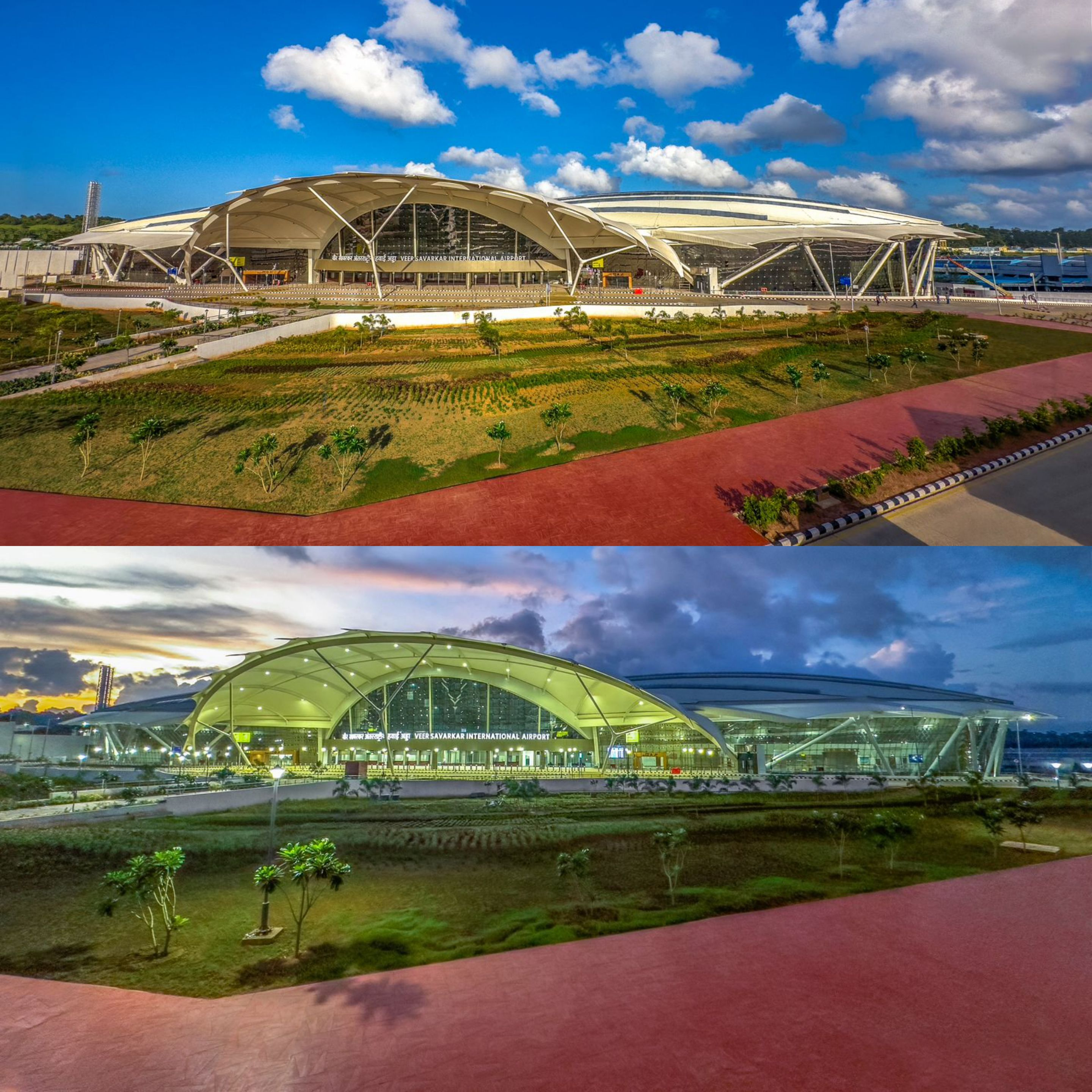

비르 사바르카르 국제공항(Veer Savarkar International Airport, IATA: IXZ, ICAO: VOPB)은 포트블레어에서 남쪽으로 2킬로미터 떨어진 국제공항으로, 인도의 안다만 니코바르 제도의 주요 공항이다. 원래 명칭은 포트블레어 공항(Port Blair Airport)이었으나 2002년 비나야크 다모다르 사바르카르의 이름을 따서 재명명되었다.

## 항공 및 도착지
- 에어 인디아: 첸나이 국제공항, 인디라 간디 국제공항, 네타지 수바스 찬드라 보스 국제공항
- 인디고 항공: 켐페고우다 국제공항, 첸나이 국제공항, 인디라 간디 국제공항, 라지브 간디 국제공항, 네타지 수바스 찬드라 보스 국제공항
- 스파이스제트: 첸나이 국제공항, 인디라 간디 국제공항, 네타지 수바스 찬드라 보스 국제공항, 켐페고우다 국제공항
- 비스타라: 인디라 간디 국제공항, 네타지 수바스 찬드라 보스 국제공항